# Halothermothrix orenii
Halothermothrix orenii è una specie di batterio appartenente alla famiglia delle Halanaerobiaceae.